# Cyanotis cristata
Cyanotis cristata är en himmelsblomsväxtart som först beskrevs av Carl von Linné, och fick sitt nu gällande namn av David Don. Cyanotis cristata ingår i släktet Cyanotis och familjen himmelsblomsväxter. IUCN kategoriserar arten globalt som livskraftig. Inga underarter finns listade.

## Bildgalleri

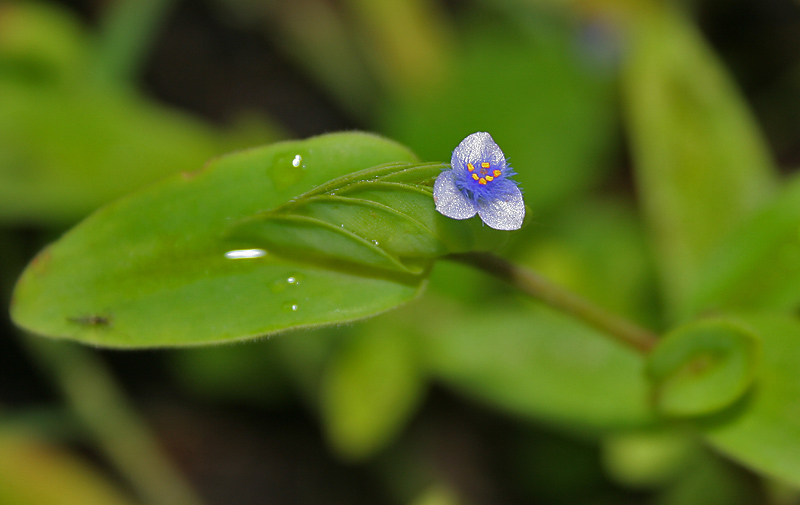
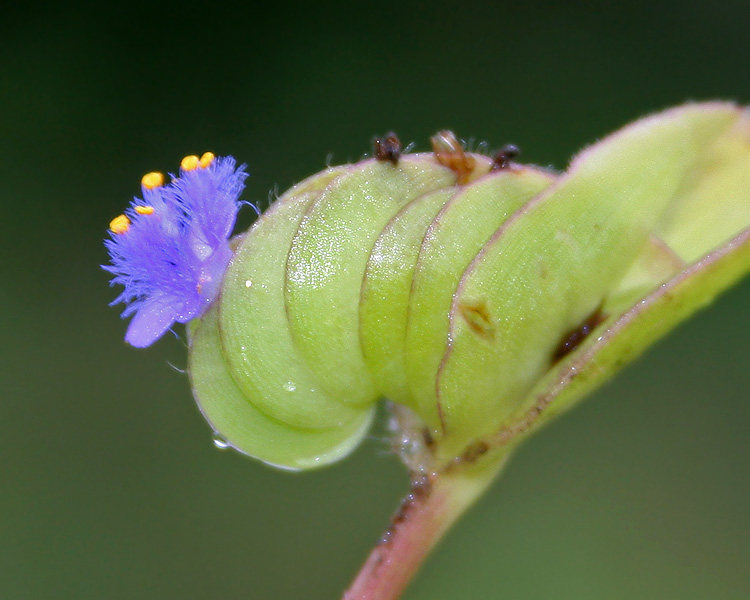
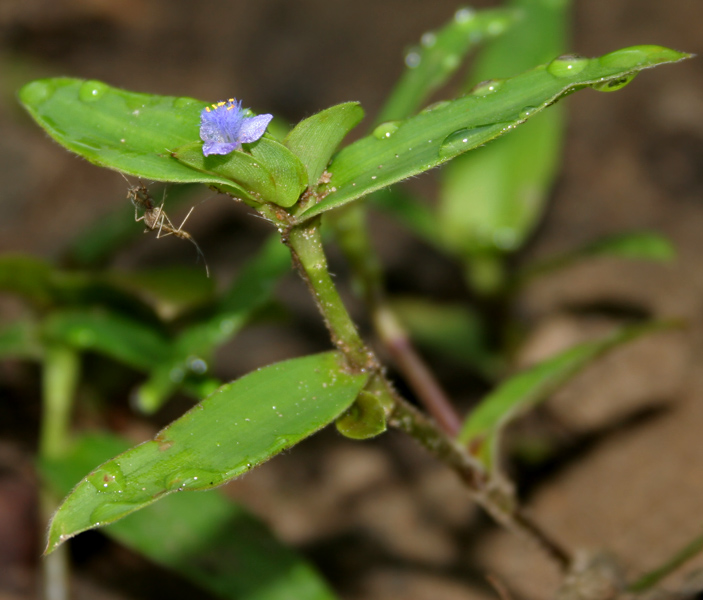
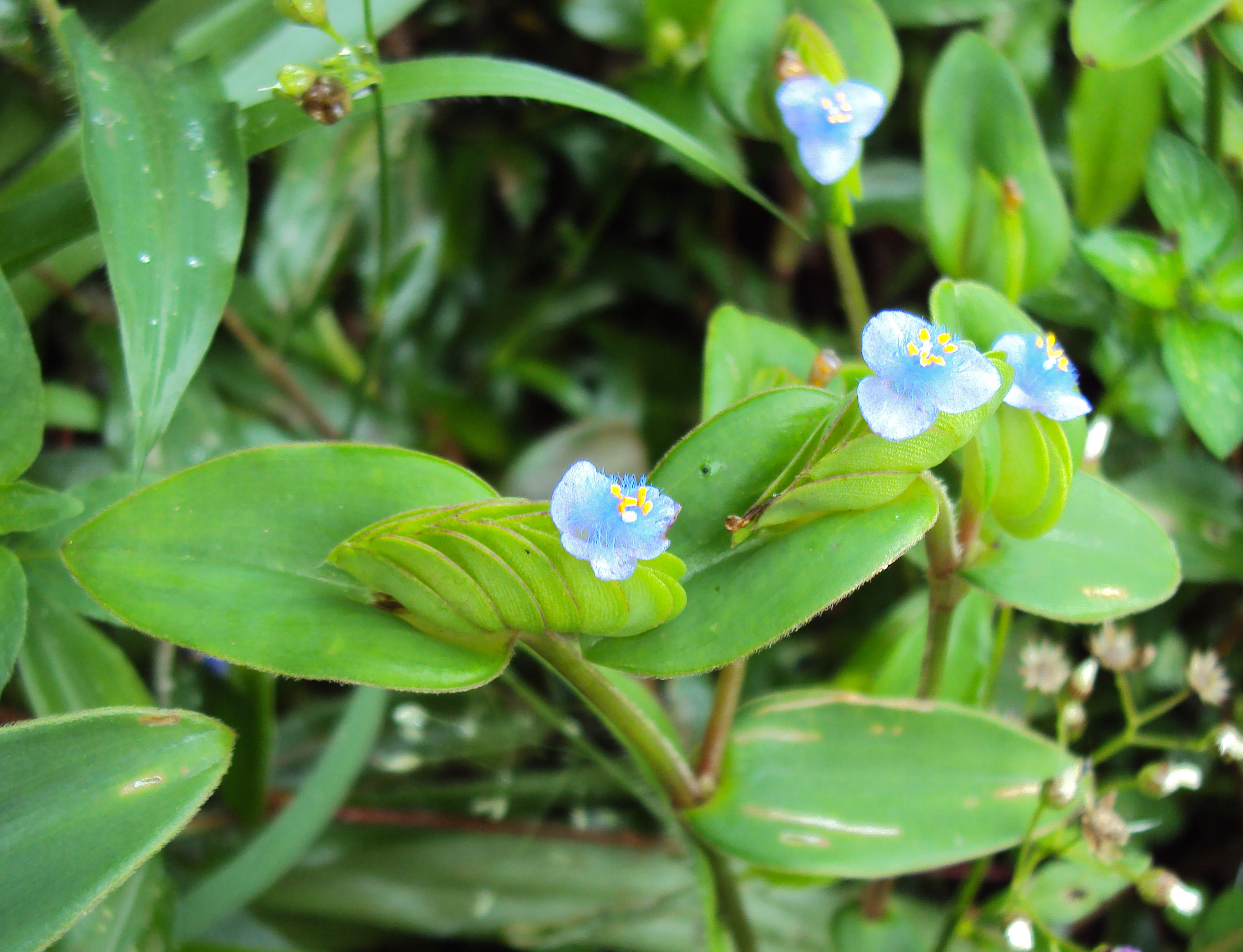
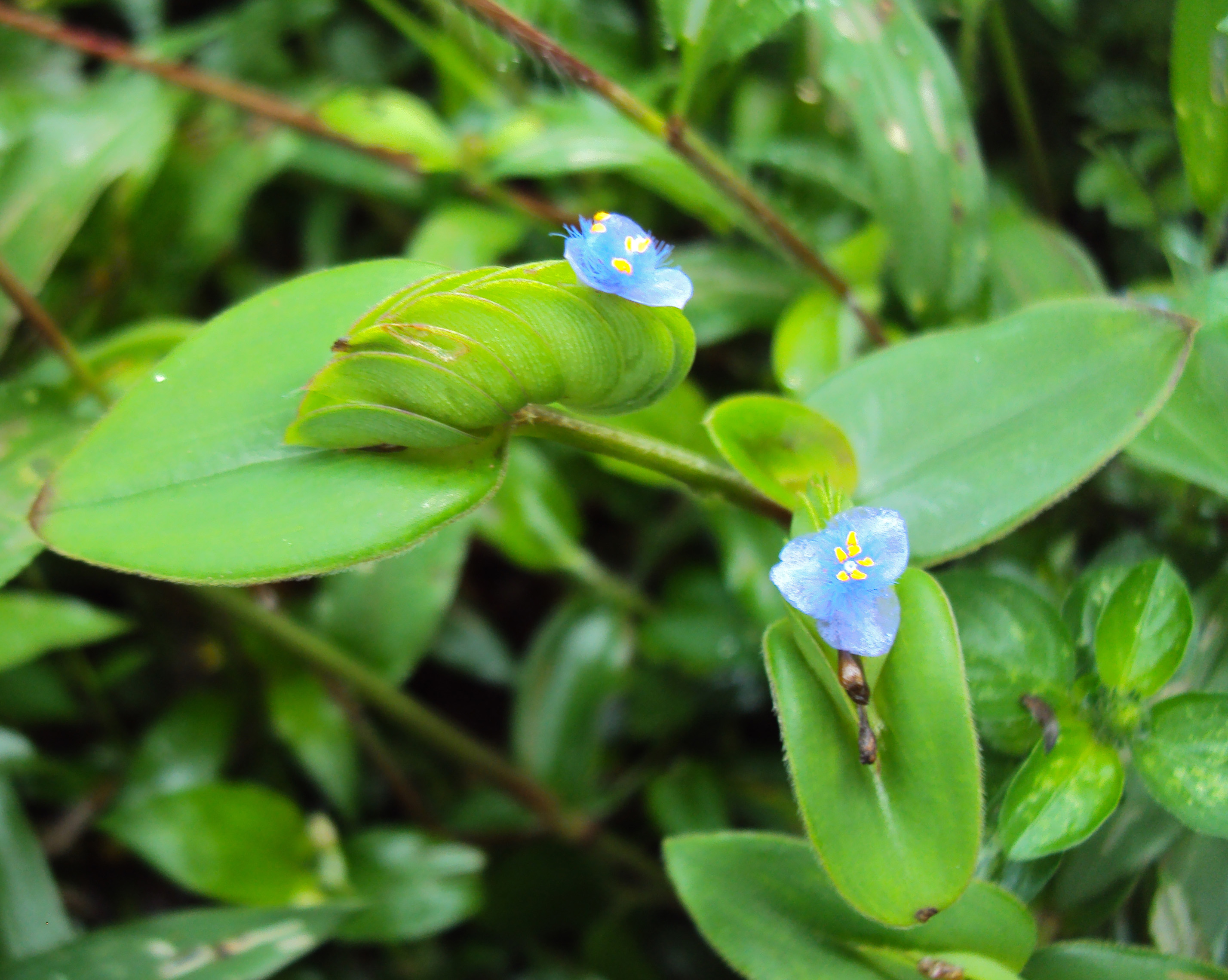
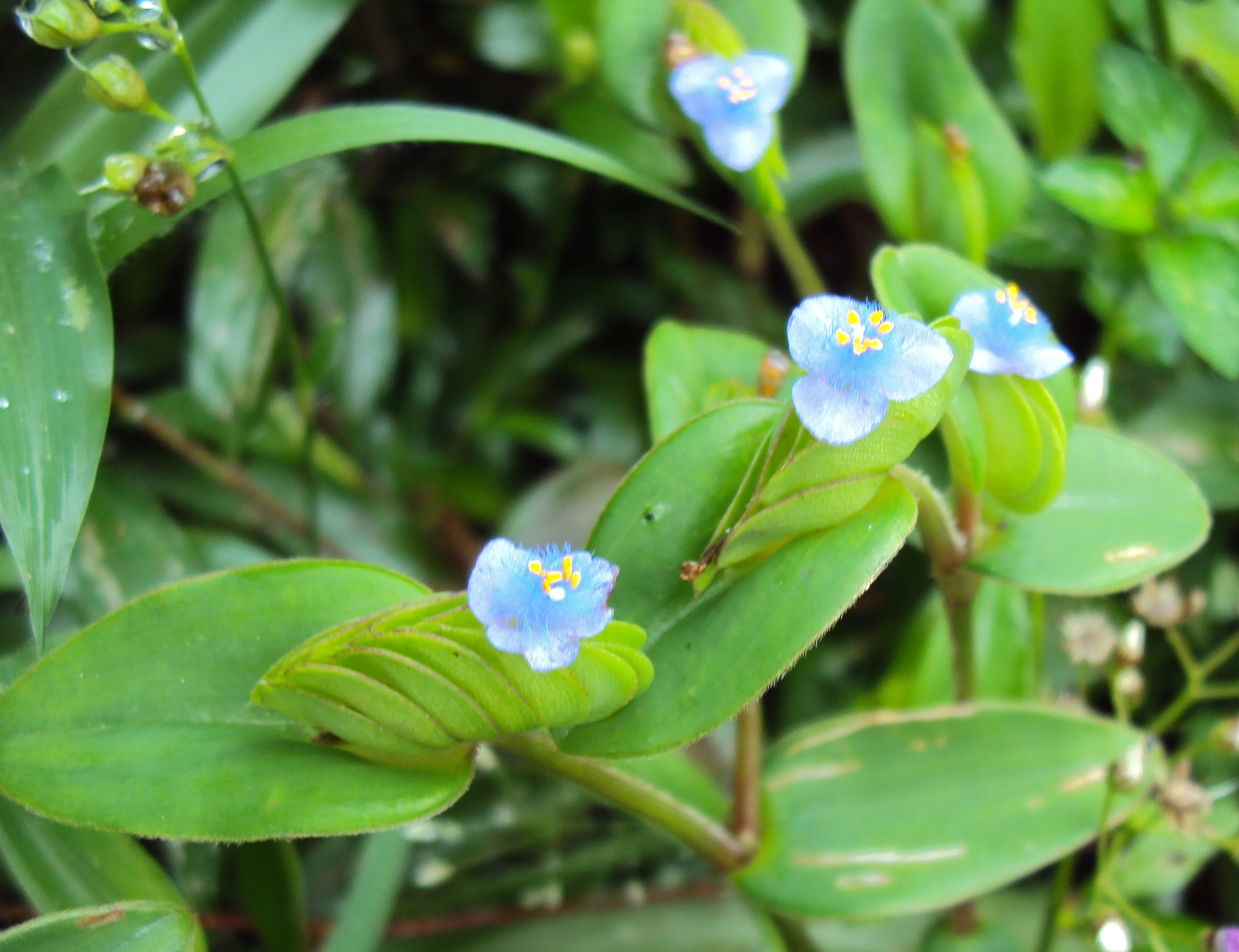